# Mimotragocephala
Mimotragocephala is een kevergeslacht uit de familie van de boktorren (Cerambycidae). De wetenschappelijke naam van het geslacht werd voor het eerst geldig gepubliceerd in 1971 door Breuning.

## Soorten
Mimotragocephala is monotypisch en omvat slechts de volgende soort:
- Mimotragocephala dujardini Breuning, 1971